# Trent Hills
Trent Hills es un municipio canadiense situado en la provincia de Ontario.

## Superficie
Trent Hills tiene una superficie de 513,85 km².

## Demografía
En 2021, tenía 13 861 habitantes, una densidad poblacional de 27 hab./km², y 7057 viviendas.